# Thiruthuraipoondi
Thiruthuraipoondi es una ciudad y municipio situada en el distrito de Tiruvarur en el estado de Tamil Nadu (India). Su población es de 24404 habitantes (2011). Se encuentra a 30 km de Tiruvarur y a 69 km de Thanjavur.

## Demografía
Según el censo de 2011 la población de Thiruthuraipoondi era de 24404 habitantes, de los cuales 11985 eran hombres y 12419 eran mujeres. Thiruthuraipoondi tiene una tasa media de alfabetización del 88,63%, superior a la media estatal del 80,09%: la alfabetización masculina es del 93%, y la alfabetización femenina del 84,43%.